# Azure Ray
Azure Ray is een Amerikaans popduo, bestaande uit Orenda Fink en Maria Taylor. Het duo bestaat sinds 2001 en maakt dromerige popmuziek, veelal met violen en gitaren. Azure Ray heeft in totaal vijf albums uitgebracht, twee ep's en twee singles. Het duo komt uit Athens, in de Amerikaanse staat Georgia. 
Beide dames zijn ook solo-artiesten. In de periode van 2004 tot 2008 ging het duo tijdelijk uit elkaar zodat er tijd vrij kwam om zich op soloprojecten te richten. In 2008 kwam het duo weer bij elkaar om verder te gaan met Azure Ray.
Azure Ray schreef en zong een nummer voor de cd 18 van Moby; The Great Escape. Azure Rays nummer If You Fall werd gebruikt in de Amerikaanse film Shortbus, uit 2006. Eveneens werd muziek van Azure Ray gebruikt in de filmkomedie The Devil Wears Prada, en de serie Six Feet Under.
Ook waren ze te horen in een aflevering van Buffy the Vampire Slayer.

## Discografie

### Albums
- Azure Ray (Warm Records, 2001)
- Burn and Shiver (Warm Records, 2002)
- Hold on Love (Saddle Creek Records, 2003)
- Drawing Down The Moon (Saddle Creek Records, 2010)
- As Above So Below (Saddle Creek Records, 2012)

### Ep's
- Sleep EP (Warm Records, 2002)
- November EP (Saddle Creek Records, 2002)

### Singles
- "The Drinks We Drank Last Night" (Saddle Creek Records, 2003)
- "New Resolution" (Saddle Creek Records, 2004)